# Fonologisk loop
Den fonologiska loopen (engelska: the phonological loop) är inom psykologin ett begrepp som betecknar ett av två slavsystem underordnat den så kallade centralutövande instansen (the central executive) i arbetsminnet vars syfte är att, under en mycket begränsad tid (1-19 sekunder varierande med kapacitet), hålla kvar ljudbärande information för bearbetning. 
Det andra slavsystemet, det visuospatiala ritblocket (the visuospatial sketchpad), håller kvar visuell information under kort tid.